# Eugenie Marlitt
Friederike Henriette Christiane Eugenie John, umetniški psevdonim E. Marlitt, nemška pisateljica, * 5. december 1825, Arnstadt, † 22. junij 1887, Arnstadt. 

## Življenje
Rodila se je očetu Ernstu Johannu Friedrichu Johnu in materi Johanni Böhm kot drugi od petih otrok. Oče si je služil denar z risanjem portretov. Že v mladih letih je kazala talent za glasbo in petje. Pod okrilje jo je vzela princesa Mathilde von Schwarzburg-Sondershausen. Sprva se je urila na dvoru, nato pa jo je princesa poslala na Dunaj. 1853 je Eugenie po sicer uspešnih začetkih morala končati pevsko kariero zaradi težav s sluhom. Do 1863 je kot družabnica spremljala princeso na mnogih potovanjih. Ko jo je zaradi finančnih težav odslovila, se je vrnila domov in se preživljala kot učiteljica petja in klavirja. 
1865 je uredniku mesečnika Die Gartenlaube poslala dve svoji noveli pod psevdonimom E. Marlitt. V tistem času je bila pogosta praksa, da so si ženske izbirala psevdonime, ki so zveneli bolj moško. Objavi sta poželi velik uspeh. Marlitt je postala glavna zvezda mesečnika. Njena prva objavljena novela je Die zwölf Apostel. Do leta 1885 je objavila devet romanov in tri novele, zadnje delo pa je izšlo posmrtno. E. Marlitt ni bila nikoli poročena, vsa leta je živela s svojo družino. Pokopana je v Arnstadtu. 

## Dela
- Die zwölf Apostel (1865)
- Goldelse (1866)
- Blaubart (1866)
- Das Geheimnis der alten Mamsell (1867)
- Reichsgräfin Gisela (1869)
- Das Haideprinzeßchen (1871)
- Die zweite Frau (1874)
- Im Hause des Commerzienrathes (1876)
- Im Schillingshof (1879)
- Amtmanns Magde (1881)
- Die Frau mit den Karfunkelsteinen (1885)
- Das Eulenhaus (1888)
- Schulmeisters Marie (1890)

## Vpliv na slovensko literaturo
E. Marlitt velja za eno glavnih predstavnic nemškega ženskega romana. Vplivala je tudi na slovensko prozo. V njenih romanih je glavna junakinja ženska, zgodba pa je ljubezenska in praviloma s srečnim koncem. Prvo omembo E. Marlitt na Slovenskem najdemo v časopisu Laibacher Zeitung leta 1866, v slovenskem časopisu Novice pa leta 1876. O priljubljenosti pisateljice pričajo predvsem izposojevalni in prodajni katalogi. Pisateljice v slovenščino niso prevajali, ker so jo brali v izvirniku. Na časopis Gartenlaube, kjer je objavljala, je bilo namreč naročeno veliko slovenskih bralcev. Vplivala je na obe avtorici slovenskega ženskega romana Luizo Pesjakovo in na  Pavlino Pajkovo, ki so jima kritiki očitali plagiiranje E. Marlitt. 
Če vas imenujejo slovensko Marlitt, ni se Vam treba sramovati tega priimka. (Josip Stritar Pavlini Pajkovi, Slovenski list 1897/75).